# Орман (община Гьорче Петров)
Вижте пояснителната страница за други значения на Орман.
Орман (на македонска литературна норма: Орман) е село в Северна Македония, част от община Гьорче Петров.

## География
Селото е разположено на десния бряг на Лепенец на няколко километра северозападно от столицата Скопие.

## История
В края на XIX век Орман е село в Скопска каза на Османската империя. Според статистиката на Васил Кънчов („Македония. Етнография и статистика“) към 1900 година в Орман живеят 45 българи християни.
Според патриаршеския митрополит Фирмилиан в 1902 година в селото има 4 сръбски патриаршистки къщи. По данни на секретаря на Българската екзархия Димитър Мишев („La Macédoine et sa Population Chrétienne“) в 1905 година в Орман има 32 българи екзархисти и функционира българско училище.
След Междусъюзническата война в 1913 година селото попада в Сърбия.
На етническата си карта от 1927 година Леонард Шулце Йена показва Орман (Orman) като село с неясен етнически състав.
На етническата си карта на Северозападна Македония в 1929 година Афанасий Селишчев отбелязва Орман като българско село.
Според преброяването от 2002 година Орман има 461 жители.
| Националност     | Всичко |
| северномакедонци | 418    |
| албанци          | 0      |
| турци            | 0      |
| роми             | 2      |
| власи            | 0      |
| сърби            | 28     |
| бошняци          | 0      |
| други            | 13     |